# Acronicta liturata
Acronicta liturata är en fjärilsart som beskrevs av Smith 1897. Acronicta liturata ingår i släktet Acronicta och familjen nattflyn. Inga underarter finns listade i Catalogue of Life.